# Reliance Building
Pour les articles homonymes, voir Reliance.
Le Reliance Building est un bâtiment historique de la ville de Chicago, dans l'État de l'Illinois, aux États-Unis. Construit entre 1890 et 1895, il se situe au 1 West Washington Street, dans la partie nord du secteur financier du Loop (Downtown Chicago), non loin de Grant Park et du Millennium Park.
Le bâtiment fut conçu par les architectes Charles B. Atwood et John Wellborn Root dans le style Chicago (un mouvement architectural plus connu sous le nom de « École de Chicago »). Le premier étage date de 1890, ce qui en fait l'un des plus anciens bâtiments de la ville. Il compte aujourd'hui 14 étages pour une hauteur de 61 mètres. À proximité immédiate se trouvent le Chicago Savings Bank Building et le Carson, Pirie, Scott and Company Building (au sud), deux bâtiments emblématiques de l'École de Chicago, et le Chicago Theatre (au nord), une salle de spectacle historique.
Le Reliance Building est protégé au titres des bâtiments historiques par la municipalité de Chicago et le Gouvernement fédéral des États-Unis. Au niveau municipal, le bâtiment est inscrit depuis 1975 sur la liste des Chicago Landmark (CL) par la Commission on Chicago Landmarks (CCL), une branche de l'administration municipale de Chicago ; au niveau fédéral, il est inscrit depuis 1970 sur le prestigieux Registre national des lieux historiques (National Register of Historic Places ; NRHP) et depuis 1976 sur la liste du National Historic Landmark (NHL) par le National Park Service (NPS), une branche du département de l'Intérieur des États-Unis.

## Description
Le Reliance Building se trouve au 1 West Washington Street et fait partie du Loop Retail Historic District, un district historique comprenant plus d'une centaine de bâtiments reflétant la croissance économique de State Street et Wabash Avenue en tant que quartier commercial majeur au cœur du secteur financier du Loop. Le bâtiment est tombé en ruine à partir des années 1940 et a été restauré à la fin des années 1990. Depuis 1999, le bâtiment abrite le Staypineapple Hotel, un hôtel doté de 122 chambres (anciennement connu sous le nom de « Burnham Hotel ») et un Atwood Cafe.

## Histoire

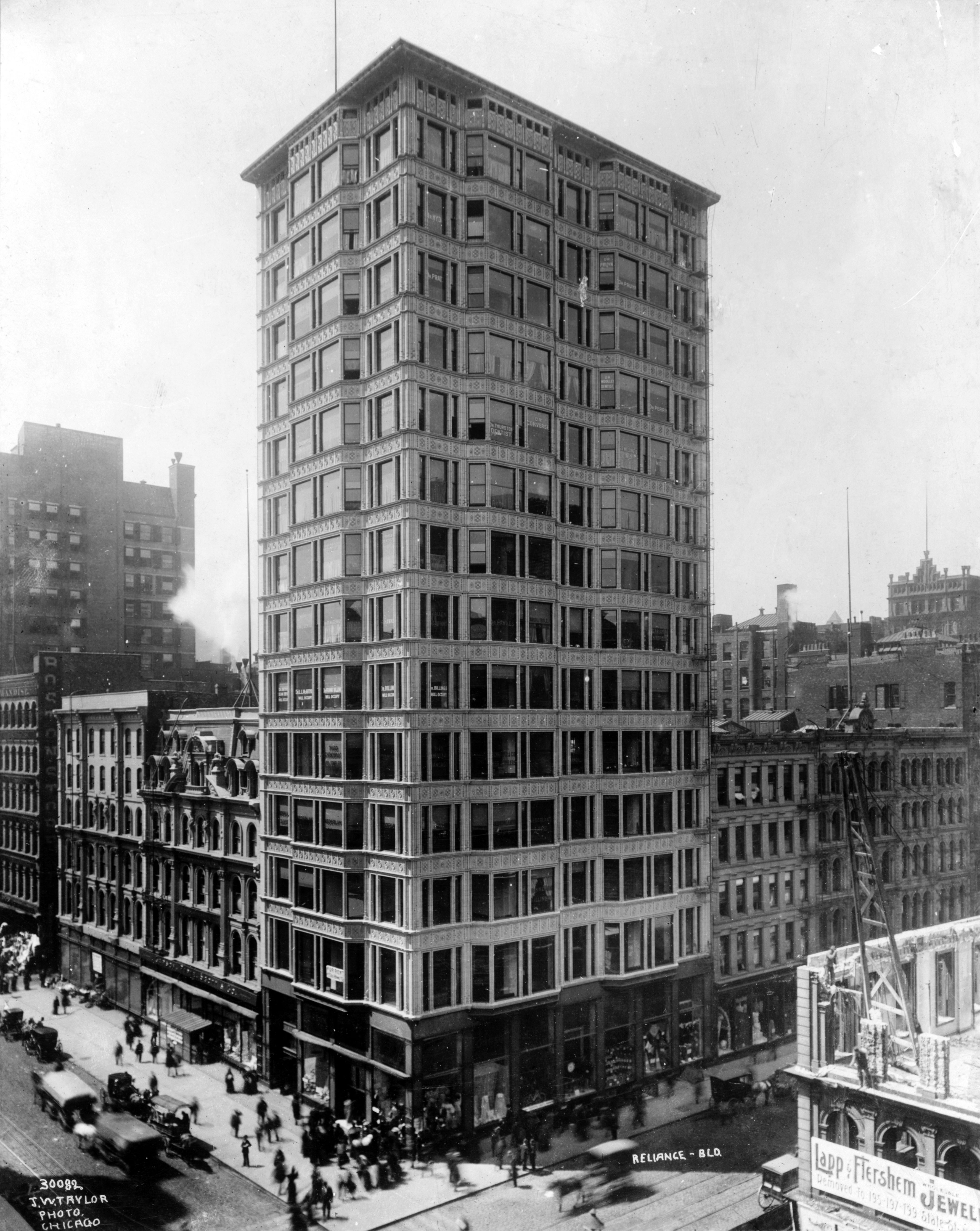
Le Reliance Building peu après son ouverture en 1895.

L'immobilier commercial à Chicago explosa à la fin des années 1870 en raison de la reconstruction après le Grand incendie de Chicago en 1871 et la crise bancaire de mai 1873. En 1880, l'homme d'affaires William Ellery Hale acheta un petit terrain dans le secteur communautaire du Loop qui comprit notamment le First National Bank Building (l'un des rares immeubles de bureaux du centre-ville de Chicago à avoir partiellement survécu au Grand incendie ; ce bâtiment fut remplacé par la Chase Tower en 1964). Hale fut le fondateur de la Hale Elevator Company, l'un des premiers constructeurs d'ascenseurs hydrauliques nécessaires à la conception des gratte-ciel.
William Ellery Hale envisagea l'érection d'une nouvelle tour sur le site, mais dû d'abord raser la structure existante. Daniel Burnham recruta l'architecte de Boston Charles B. Atwood pour achever le bâtiment avec E. C. Shankland comme ingénieur principal. Après avoir surélevé les trois étages restants du bâtiment d'origine à l'aide de vérins hydrauliques, Atwood utilisa un revêtement architectural en terre cuite émaillée blanche, une caractéristique qui lui sera plus tard fortement associée à la suite de ses travaux pour l'Exposition universelle de 1893 (World's Columbian Exposition). À l'époque, les architectes pensèrent que l'utilisation de la terre cuite émaillée n'aurait jamais besoin d'être nettoyée car sa surface lisse permettrait à toute saleté de s'enlever naturellement grâce aux eaux de pluie. Un nouveau sous-sol et un rez-de-chaussée, conçus par l'architecte John Wellborn Root de la firme Burnham & Root, furent construits au cours de l'année 1890.
La charpente en acier des dix derniers étages fut achevée en quinze jours, du 16 juillet au 1er août 1895. Le Reliance Building, ainsi nommé pour sa fonctionnalité, a ouvert ses portes en mars 1895. Il fut l'un des premiers gratte-ciel à offrir l'électricité et le téléphone dans tous ses bureaux. Au cours de ses premières décennies, ses bureaux furent utilisés par les commerçants et les professionnels de la santé, notamment au dentiste du gangster de Chicago Al Capone.

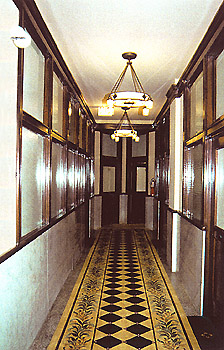
Couloir (après rénovation).

Au début des années 1980, la ville de Chicago s'engagea à revitaliser la structure, mais les membres du conseil municipal ne purent se mettre d'accord sur un plan. Le débat devint particulièrement polarisé à la suite de la démolition du McCarthy Building (1872-1989) voisin qui provoqua la colère des défenseurs de l'environnement mais satisfit les intérêts des entreprises en fournissant de l'espace pour un immeuble de bureaux moderne.
En 1994, la société McClier collabora avec la Baldwin Development Company pour restaurer le Reliance Building ; ces deux groupes travaillèrent récemment ensemble pour réhabiliter le Rookery Building, un bâtiment datant de 1888 situé à Chicago. La ville de Chicago acquit la propriété à cette époque pour 1,3 million de dollars (2,42 millions de dollars en dollars de 2024). La réhabilitation du Reliance Building fut achevée en 1999 pour un coût de 27,5 millions de dollars (50,2 millions de dollars en dollars de 2024), l'ancien espace commercial ayant été converti en hôtel de luxe. Canal Street Partners, LLC fit l'acquisition de l'espace rénové et créa l'hôtel Burnham (« Burnham Hotel »). La préservation de ce bâtiment fut défendue par le Landmarks Preservation Council of Illinois (LPCI). En 2001, le maire de Chicago Richard M. Daley reçut un prix d'honneur du National Trust for Historic Preservation pour le rôle de la ville de Chicago dans la préservation de la structure. En décembre 2016, Pineapple Hospitality acheta le bâtiment et renomma l'hôtel d'abord sous le nom de « The Alise Chicago », puis plus tard « Staypineapple, An Iconic Hotel, The Loop » ou plus simplement « Staypineapple Hotel ».

## Architecture
L'ajout des étages restants dans la période 1894-1895 acheva le bâtiment et marqua la « première réalisation globale » de la méthode de construction initiée par les architectes de l'École de Chicago. La plupart des fenêtres du Reliance Building sont arquées (baies vitrées incurvées) et sont toutes dotées de petites fenêtres à guillotine des deux côtés. La façade sud du bâtiment n'est pas faite en terre cuite, contrairement aux autres, mais en béton nu et sans ornements. Sa superstructure à ossature en acier est construite sur des caissons en béton enfoncés jusqu'à 38,1 mètres sous terre.
Le Reliance Building a été qualifié de « proto-moderniste » en raison de son absence de hiérarchie que l'on retrouve dans les façades classiques. Ses empilements de baies vitrées en saillie et ses bardages en terre cuite créent un effet de légèreté. Sa construction à ossature métallique est également physiquement légère, puisqu'elle représente un tiers du poids d'une structure en pierre équivalente. C'était un précurseur direct du gratte-ciel entièrement en verre sur la Friedrichstraße proposée par l'architecte allemand Ludwig Mies van der Rohe en 1921. Le grand magasin Marshall Field's Wholesale Store de l'architecte américain Henry Hobson Richardson, construit à Chicago seulement huit ans plus tôt, semble en comparaison beaucoup plus lourd, pesant et d'une autre époque.

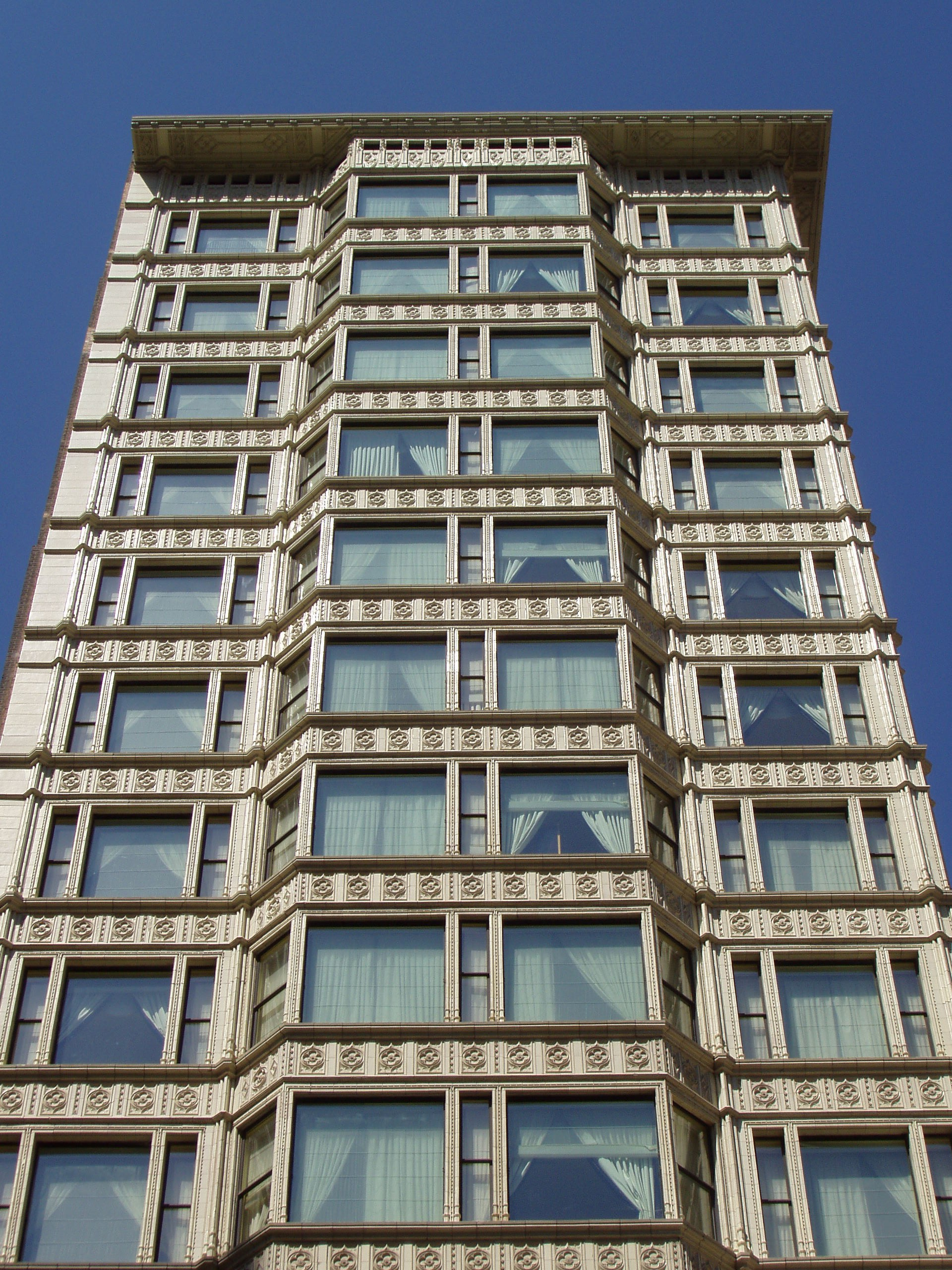
Le Reliance Building vu de côté avec ses ornements en terre cuite et ses fenêtres arquées typiques du style architectural de l'École de Chicago.

Le plan du Reliance Building était conforme au concept croissant de l'École d'architecture de Chicago, qui mettait l'accent sur l'importance de la forme suivant la fonctionnalité du bâtiment. Root décéda d'une pneumonie le 15 janvier 1891, avant l'achèvement de sa partie du Reliance Building ; sa conception prévue pour le reste du bâtiment n'a jamais été trouvée. L'entreprise Carson Pirie Scott & Co. a été le premier locataire du Reliance Building, ouvrant un magasin de produits secs au premier étage une fois celui-ci terminé. L'entreprise Carson déménagea en 1899 à l'inauguration du Carson, Pirie, Scott and Company Building situé à seulement quelques centaines de mètres au sud du Reliance Building.
Le bâtiment est protégé au titre des Chicago Landmarks (CL) par la Commission on Chicago Landmarks (CCL) de la ville de Chicago depuis le 11 juillet 1975. Il est également inscrit sur le Registre national des lieux historiques (National Register of Historic Places ; NRHP) depuis le 15 octobre 1970 et sur la liste du National Historic Landmark (NHL) depuis le 7 janvier 1976. De ce fait, le Reliance Building bénéficie d'une protection patrimoniale aux niveaux municipal et fédéral.

## Hôtellerie
The Alise Chicago (anciennement « Burnham Hotel ») occupe le bâtiment depuis 1999. Il est situé dans le quartier d'affaires de Chicago, à deux pas de la célèbre avenue commerçante de Michigan Avenue et du Millennium Park. Au nombre de 122, les chambres sont dotées d'équipements modernes (télévision à écran plat et connexion internet) et décorées par du mobilier en acajou. Les chambres qui sont orientées vers l'est offrent une vue imprenable sur le Millennium Park et le lac Michigan. L'Alise Chicago possède en outre une salle de sport et un service de location de vélos. Le rez-de-chaussée de l'hôtel comprend un restaurant ouvert du matin jusqu'au soir.